# Пороминово
Пороми́ново (болг. Пороминово) — село в Кюстендильській області Болгарії. Входить до складу общини Кочериново.

## Населення
За даними перепису населення 2011 року у селі проживали 497 осіб, з них 493 особи (99,8%) — болгари.
Розподіл населення за віком у 2011 році:
Динаміка населення: